# 杉平柾目正
杉平柾目正（すぎだいらまさめのしょう）は、落語に登場する架空の人物である。御大名の御殿様であることをしめしている。

## 登場する噺
粗忽の使者などに登場するが、演者によっては名前が「算盤主計頭」になることもある。

## 名前の由来
「杉の材木の柾目」をもじったものである。

## その他
落語で登場する武士関連のキャラクターとしてはこの他に親類大名の赤井御門守、用人キャラの三太夫などがいる。